# Alexander Markovics

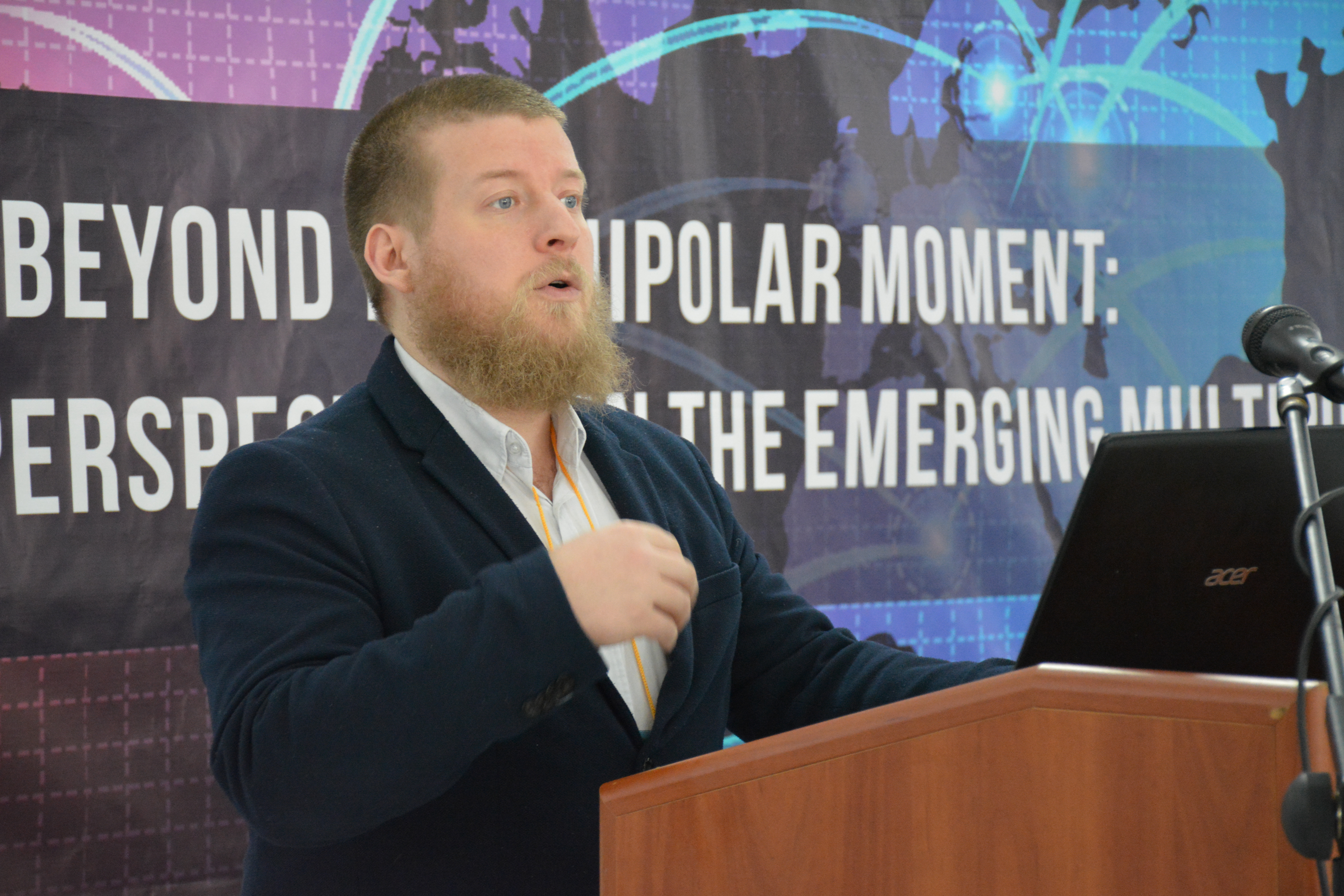
Alexander Markovics

Alexander Markovics (* 9. Mai 1991 in Wien) ist ein österreichischer Historiker, Publizist sowie Aktivist der Neuen Rechten. Er ist Mitgründer und war von 2013 bis 2015 Obmann der rechtsextremen Identitären Bewegung Österreich, Anfang 2019 wurde er Generalsekretär und Pressesprecher des in Wien ansässigen Suworow-Institut, Gesellschaft zur Förderung des Österreichisch-Russischen Dialogs. Seine geopolitischen Analysen werden in dem NPD-Magazin Deutsche Stimme veröffentlicht, für das Markovics regelmäßig als Kolumnist tätig ist.

## Leben
Der aus Wien stammende Markovics kam erstmals im Gymnasium mit Burschenschaftern in Kontakt. Er schloss ein Bachelor-Studium in Geschichte an der Universität Wien ab und bezeichnet sich als patriotischer Aktivist und Journalist. Er kandidierte im Jahr 2010 in Wien-Landstraße für die FPÖ auf Bezirksebene.

### Gründung der Identitären Bewegung
Markovics war 2012 Mitbegründer der Identitären Bewegung Österreich und zwischen 2013 und 2015 deren Obmann. Diese versteht sich als die letzte Generation, die das Abendland vor dem Untergang retten könne. Danach war er Leiter der Theoriegruppe der Identitären Bewegung Österreichs und bis 2017 auch Chefredakteur eines Blogs der Identitären Bewegung. Später distanzierte er sich von der Identitären Bewegung und kritisierte das „in ihr herrschende sektenartige Klima, die fehlende Kritikfähigkeit und die Intriganz innerhalb der Führung“.

### Strafprozess und Freispruch
Markovics war einer der 17 Hauptangeklagten im Strafprozess vor dem Grazer Landesgericht, bei dem den (Gründungs-)Mitgliedern der Identitären Bewegung unter anderem die Bildung einer kriminellen Vereinigung und Verhetzung vorgeworfen wurde. Markovics und die Mitangeklagten wurden schließlich nach 10 Prozesstagen von den beiden Hauptanklagepunkten freigesprochen. Markovics selbst bezeichnete das Urteil als „Freispruch für den patriotischen Aktivismus“ und kritisierte die Anklage der Grazer Staatsanwaltschaft als „Lehrbuchbeispiel für Gesinnungsjustiz“.

### Generalsekretär des Suworow-Instituts
Anfang 2019 wurde Markovics Generalsekretär und Pressesprecher des in Wien ansässigen Suworow-Institut, Gesellschaft zur Förderung des Österreichisch-Russischen Dialogs. Dem Institut wird vorgeworfen, auch Rechtsextremen eine Bühne zu bieten. Es habe eine nationalistische, antiliberale und antiwestliche Agenda. In seiner Antrittsrede betonte er die Bedeutung von politischer Bildung für patriotische Aktivisten, da „die Bildung ein sehr wichtiger Bereich ist, der eben leider gerade von patriotischen Gruppen in Österreich zum Teil sehr stark vernachlässigt wird“.

## Tätigkeit als Journalist
Journalistisch betätigte sich Markovics, indem er Interviews mit zahlreichen Identitären oder führenden Personen aus der FPÖ und späteren FPÖ-Ministern führte, die samt Inseraten der FPÖ in identitären Druckwerken verbreitet wurden oder in Medien abgedruckt wurden, die der FPÖ nahestehen. Weiter ist er Verfasser zahlreicher Artikel und Beiträge zu Geo- und Metapolitik, u. a. hat er in Arcadi, Info-DIREKT, Der Eckart und auf dem Internetauftritt der Sezession und gegenstrom.de publiziert.  Nach eigenen Angaben veröffentlichte er zudem Artikel in der Zeitschrift Compact und Online-Medien wie katehon.com oder connorpost.com. Auch auf seinem YouTube-Kanal veröffentlichte er Interviews mit bekannten Persönlichkeiten aus der Neuen Rechten. Zudem tritt er als Redner und Experte für Geo-Politik bei nationalistischen Organisationen wie Europa Terra Nostra auf.

### Autor der „Neuen Rechten“
Markovics betätigt sich als Autor politischer Schriften, so erschien 2020 sein Buch "Der Aufstieg der Neuen Rechten", das Akteure, Begriffe und Strömungen innerhalb der Neuen Rechten behandelt. In der "Eckartschrift" der Österreichischen Landsmannschaft veröffentlichte er mit "Die Neue Rechte" ebenfalls ein Einführungswerk zum Phänomen der Neuen Rechten.
In seinen journalistischen Tätigkeiten konzentriert sich Markovics auf die Ideen des russischen Philosophen und Politikers Alexander Dugin und der "Vierten Politischen Theorie" (4PT), die sich durch Antiliberalismus und Antiamerikanismus auszeichnet.

### Chefredakteur von „Agora Europa“
Markovics ist Chefredakteur des Magazins Agora Europa – Die Zeitschrift für rechte Metapolitik (Eigenschreibweise AGORA EUROPA), die vom Metapol-Verlag herausgegeben wird. Die erste Ausgabe, die im Juni 2021 erschien und u. a. auch Beiträge von Theoretikern wie Alain de Benoist und Alexander Dugin enthält, beschäftigte sich mit dem Konzept des „Great Reset“. Agora Europa richtet sich in eigener Beschreibung an „Intellektuelle, Akademiker und Denker“, das erklärte Ziel des Magazins ist „eine neue Debattenkultur in der Rechten einzuleiten und eine Echte Rechte zu begründen, die sich auf ihre Traditionen zurückbesinnt“.

## Sonstiges
Aufsehen erregte Markovics mit einem Live-Auftritt im ORF-Magazin Bürgerforum am 25. November 2015. Markovics’ Auftritt führte zu einer österreichweiten Kontroverse über die Einladungspolitik des Senders.
Im Jahr 2018 erhielt Markovics eine Auszeichnung des russischen Präsidenten Wladimir Putin für sein Engagement bei den 19. Weltfestspielen der Jugend und Studenten in Sotschi 2017.
Markovics ist Mitglied der ebenfalls dem Rechtsextremismus zugeordneten Wiener akademischen Burschenschaft Olympia, welcher auch zahlreiche führende FPÖ-Politiker angehören.

## Schriften
- Der Aufstieg der Neuen Rechten. Arcadi Verlag, Dresden 2020, ISBN 978-3-96916-000-8.
- Die Neue Rechte., Österreichische Landsmannschaft, Wien 2019, ISBN 978-3-902350-72-5.